# Bupleurum hakgalense
Bupleurum hakgalense là một loài thực vật có hoa trong họ Hoa tán. Loài này được Klack. mô tả khoa học đầu tiên năm 1988.